# St. Matthews
Saint Matthews város az USA Dél-Karolina államában. Lakosainak száma 1841 fő (2020. április 1.).

## Népesség
A település népességének változása:
| Lakosok száma | 2107 | 2021 | 1841 |
|               | 2000 | 2010 | 2020 |